# Sidetema
Sidetema er et musikalsk udtryk brugt om modvægten til hovedtemaet i sonateformen. I traditionel wienerklassisk forståelse er sidetemaet "feminint" modsat det "maskuline" hovedtema. I en wienerklassisk sonateform, vil sidetemaet ofte stå i dominantens toneart, mens hovedtemaet er i tonika. 
I romantikken er der ofte mere end ét sidetema, og de er ikke længere nødvendigvis "feminine". Den vigtigste definition er, at sidetemaet er kontrasten til hovedtemaet.